# Est de Suez
L'expression Est de Suez est utilisé dans les discussions militaires ou politiques britanniques en référence aux intérêts de l'Empire au-delà du théâtre européen (incluant parfois, quelquefois excluant le Moyen-Orient).
L'origine de cette expression est une citation du poème Mandalay, écrit par Rudyard Kipling, qui est devenu une chanson populaire quand un morceau a été ajouté par Speaks Oley (en).
« Ship me somewheres east of Suez, where the best is like the worst, 
Where there aren't no Ten Commandments an' a man can raise a thirst; »
« Envoyez-moi quelque part à l'est de Suez, où le meilleur est comme le pire,
Où il n'y a pas Dix Commandements et où un homme peut étancher sa soif; »
Auparavant, l'infrastructure militaire de l'empire dessina ses voies de communication maritimes dans la mer Méditerranée via le canal de Suez, encore le cap de Bonne-Espérance jusqu'en Inde, en Asie de l'Est (Birmanie, Malaisie britannique, Hong Kong) et en Australie. Avec la fin de l'empire, qui a commencé avec l'indépendance indienne (1947), il y avait un retrait graduel de la présence des militaires «à l'est de Suez». 
Durant l’année fiscale 1965-1966, les effectifs déployés à l'est de Suez sont de 28 650 militaires au Proche-Orient et l'Océan Indien (Protectorat d'Arabie du Sud, Golfe Persique et Maurice britannique) et de 54 050 militaires en Extrême-Orient (Malaisie, Singapour, Hong Kong); le cout financier est de 330 millions de livres sterling (
6436 millions de £ actuels).
En 1967, le premier ministre Harold Wilson et son secrétaire à la Défense, Denis Healey, a annoncé que les troupes britanniques seraient retirées en 1971 des grandes bases militaires en Asie du Sud Est, principalement en Malaisie, à Singapour et à Aden. Ceci a marqué et cette expression est entrée dans la langue vernaculaire.
En juin 1970, le gouvernement d'Edward Heath est arrivé au pouvoir et a conservé un petit engagement politique et militaire dans le Sud-Est Asiatique à travers les accords de défense des cinq puissances (Five Power Defence Arrangements). Avant la rétrocession de 1997 de Hong Kong à la Chine, la Grande-Bretagne avait plusieurs unités basées à Hong Kong.
En 2010, la Grande-Bretagne maintient l'École de guerre de la Jungle au Brunei et un bataillon des Royal Gurkha Rifles, en plus de quelques avions de l'Army Air Corps, dans le cadre du British Military Garrison Brunei. Il subsiste également une petite présence militaire britannique sur Diego Garcia dans les territoires britanniques de l'océan Indien.